# Обсерваторія Маркрі
Обсерваторія Маркрі (англ. Markree Observatory) — колишня приватна астрономічна обсерваторія в графстві Слайго, Ірландія. Працювала з 1830 по 1902 рік. Обсерваторія відома відкриттям астероїда 9 Метида в 1848 році, а також зоряним каталогом 1850-х років, який включав 60 000 зір. В обсерваторії знаходився найбільший рефрактор початку 1830-х років, який мав діаметр 34 см.

## Історія

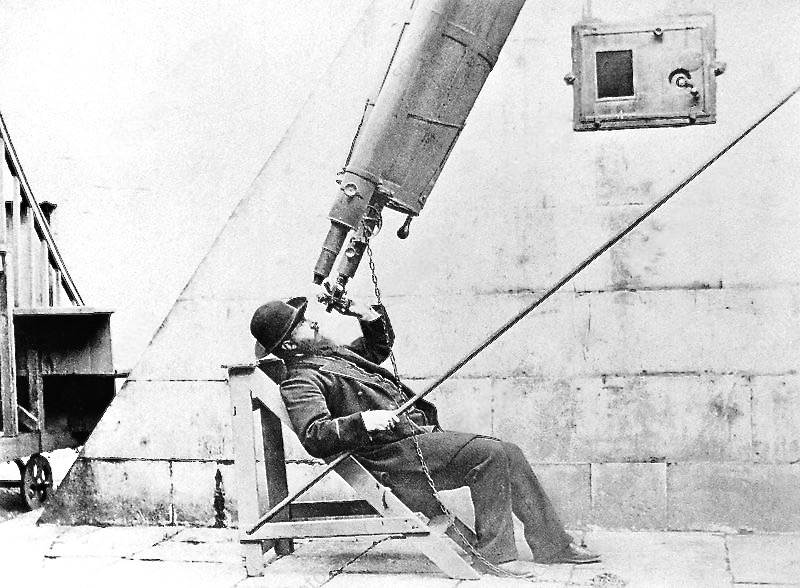
проводить спостереження на рефракторі обсерваторії Маркрі

У 1830 році полковник Едвард Джошуа Купер (1798–1863), старший син члена парламенту Едварда Сінґа Купера, і Енн, дочка Генрі Вансітарта, губернатора Бенгалії, створили обсерваторію Маркрі на території замку Маркрі поблизу Коллуні в графстві Слайго.
У 1831 році Купер придбав у Роберта Кошуа з Парижа об’єктив діаметром 13,3 дюйма (33,8 см), за який він заплатив 1200 фунтів стерлінгів. У 1834 році він встановив об'єктив на екваторіальне монтування, надане Томасом Граббом з Дубліна. Протягом декількох років цей рефрактор Купера був найбільшим у світі. Його використовували для спостереження комети Галлея в 1835 році і сонячного затемнення 15 травня 1836 року.
Пізніше, у 1839 році, був доданий 5-футовий (1,5 м) пасажний інструмент і 3-футове (90 см) меридіанне коло, яке було найбільшим на той час. У 1842 році був доданий 3-дюймовий (7,6 см) кометошукач.
Обсерваторія мала екран Стівенсона, винайдений у 1863 році.
У звіті Королівського астрономічного товариства 1851 року говорилось: «Обсерваторія містера Купера із замку Маркрі – безсумнівно, найбагатше обладнана приватна обсерваторія з відомих – над нею із великою активністю працює сам містер Купер і його вмілий помічник, містер Ендрю Ґрем».
У 1848 році помічник Купера, Ендрю Ґрем, відкрив за допомогою кометошукача астероїд 9 Метіда. Ґрем звільнився з обсерваторії Маркрі в 1860 році, але продовжував свої дослідження в Кембриджській обсерваторії, поки не пішов на пенсію в 1905 році.
Едвард Джошуа Купер помер в 1863 році, але обсерваторія працювала до смерті Едварда Генрі Купера у 1902 році.

## Інструменти
Неповний список інструментів:
- Транзитний інструмент Тротона з 5-дюймовим об’єктивом Таллі (1831)
- 3-футове меридіанне коло Ертеля з апертурою 7 дюймів (1839)
- Кометний шукач Ертеля з апертурою 3 дюйми (1842)
- Рефрактор Доллонда довжиною 3 фути
- 13-дюймовий об'єктив Кошуа на монтуванні Грабба[15][16]